# جون تشارلز جروم
جون تشارلز جروم (بالإنجليزية: John Charles Groome)‏ هو عسكري أمريكي، ولد في 20 مارس 1862 في فيلادلفيا في الولايات المتحدة، وتوفي بنفس المكان في 31 أغسطس 1930.